# Aeverrilliidae
Aeverrilliidae is een monotypische familie van mosdiertjes (Bryozoa) uit de orde van de Ctenostomatida.  De wetenschappelijke naam ervan is in 1973 voor het eerst geldig gepubliceerd door Diethardt Horst Armin Jebram.

## Geslacht
- Aeverrillia Marcus, 1941